# Kalda proti Estoniji
Kalda v. Estonija, št. 17429/10 je primer, v  katerem je Evropsko sodišče za človekove pravice (ESČP) izjavilo, da zavrnitev dostopa do interneta zaporniku lahko pomeni kršitev  10. člena Evropske konvencije o človekovih pravicah (EKČP), ki posamezniku določa pravico sprejemanja in sporočanja obvestil in idej brez vmešavanja javne oblasti.

## Ozadje primera
G. Kalda je v Estoniji prestajal dosmrtno zaporno kazen. V svoji pritožbi je zahteval dostop do spletne različice Uradnega lista, odločb vrhovnega sodišča in upravnih sodišč ter do zbirke podatkov HUDOC o ESČP. Tako upravnik zapora kot tudi upravno sodišče in pritožbeno sodišče v Talinu so to zahtevo zavrnili, vrhovno sodišče pa je odločilo, da je onemogočanje dostopa do odločb upravnih sodišč in ESČP zapornikom poseg v njihovo pravico do svobodne pridobitve informacij, razširjenih za javno uporabo in da je zavrnitev nezakonita. 
Nekoliko kasneje je g. Kalda vložil novo zahtevo s katero je želel, da se mu omogoči dostop do spletne strani Informacijskega urada Sveta Evrope v Talinu, spletne strani ministrstva za pravosodje in do spletne strani estonskega parlamenta. Trdil je, da je sodeloval v številnih pravnih sporih z upravo zapora, zato potrebuje dostop do teh spletnih strani, da bi lahko branil svoje pravice na sodišču. Njegova zahteva je bila zopet zavrnjena. Vrhovno sodišče je tokrat ugotovilo, da je bila prepoved dostopa do internetnih strani zapornikom utemeljena. 

## Postopek
G. Kalda se je zato pritožil na ESČP, kjer je trdil, da je odklonitev dostopa do nekaterih spletnih strani kršila njegovo pravico do prejemanja informacij "brez poseganja v javne organe", s čimer naj bi Estonija kršila 10. člen EKČP. Končno vprašanje je bilo, ali je bila zavrnitev dostopa do spletnih strani v demokratični družbi nujna?
Sodišče je ugotovilo, da so spletne strani, na katere je g. Kalda želel dostopati, vsebovale predvsem pravne informacije in informacije v zvezi s temeljnimi pravicami, vključno s pravicami zapornikov. Sodišče prav tako ugotavlja, da se dostop do interneta razumeva vedno bolj kot pravica in odraža pomembno vlogo v vsakdanjem življenju ljudi, saj je vedno večje število storitev in informacij na voljo le na internetu.
Nazadnje sodišče ugotavlja, da je bilo zapornikom v Estoniji po estonski zakonodaji omejen dostop do interneta. Sodišče je prav tako ugotovilo, da nacionalna sodišča niso izvedla podrobne analize glede varnostnih tveganj, ki domnevno izhajajo iz dostopa do treh dodatnih zadevnih spletnih strani, tudi ob upoštevanju dejstva, da gre za spletne strani državnih organov in mednarodne organizacije. V teh okoliščinah sodišče ni prepričano, da so bili v obravnavanem primeru predloženi zadostni razlogi za utemeljitev poseganja v pravico g. Kalde do prejemanja informacij. 

## Odločitev ESČP
Sodišče je s šestimi glasovi proti enemu sklenilo, da poseg v pravico gospoda Kalde do prejemanja informacij v posebnih okoliščinah obravnavane zadeve ni mogoče šteti za nujno v demokratični družbi. V skladu s tem je ugotovljena kršitev člena 10 EKČP.

### Ločeno mnenje
Danski sodnik Kjølbro je podal nasprotno mnenje v katerem zatrjuje, da kršitve 10. člena ni in da bi bilo vlogo g. Kalde potrebno zavrniti. Dodaja tudi, da bi o tem vprašanju moral odločati Veliki senat sodnikov ker gre za pravno pomembno vprašanje in sodna praksa še ni bila soočena s tem vprašanjem.